# Rinkaby landskommun, Närke
Rinkaby landskommun var en tidigare kommun i Örebro län. 

## Administrativ historik
Den inrättades i Rinkaby socken i Glanshammars härad när 1862 års kommunalförordningar trädde i kraft den 1 januari 1863. 
Vid kommunreformen 1952 gick den upp i Glanshammars landskommun. Området tillhör sedan 1974 Örebro kommun.